# گوستتسن
گوستتسن (به لاتین: Gostycyn) یک روستا در لهستان است که در گمینا گوستتسن واقع شده‌است.
 گوستتسن  ۱٬۸۰۰ نفر جمعیت دارد.